# نايجل ريتشاردز
نايجل ريتشاردز (بالإنجليزية: Nigel Richards)‏ هو لاعب السكرابل ‏ نيوزيلندي، ولد في 1967 في نيوزيلندا.